# Cardiopharynx schoutedeni
Espèce
Statut de conservation UICN

 LC  : Préoccupation mineure
Cardiopharynx schoutedeni est une espèce de poisson de la famille des Cichlidae endémique du lac Tanganyika en Afrique.